# Ковалёв, Анатолий Дмитриевич
Анатолий Дмитриевич Ковалёв (род. 5 июня 1946) — депутат Государственной Думы Российской Федерации VI созыва. В 1983—1991 первый секретарь Сухиничского райкома КПСС. Руководитель Сухиничского района с 1983 по 2015 год (по длительности - рекорд по Калужской области).

## Биография
Родился в деревне Нижнее Сомово Бабынинского района Калужской области.
Окончил Московский институт инженеров сельскохозяйственного производства им. В. П. Горячкина (1969) по специальности инженер-механик.
В 1971—1978 работал в Сухиничах главным инженером фабрики пластмассовых изделий (один год), затем в райкоме комсомола и в комитете народного контроля.
В 1978—1981 заместитель председателя колхоза «Победа». В 1981—1983 начальник районного управления сельского хозяйства.
В 1983—1991 первый секретарь Сухиничского райкома КПСС. С 1992 по 12 октября 2015 года глава администрации Сухиничского района (переизбирался в 1996 и 2000 гг., назначался в 2005 и 2010 гг.).
С 14 октября 2015 по 5 октября 2016 г. депутат Государственной Думы РФ (получил мандат Ю. Н. Волкова, перешедшего в Совет Федерации).
В январе 2017 года избран в состав генерального совета партии «Единая Россия».

## Почётные награды и звания
- Орден Почёта (2006)[3];
- Медаль ордена «За заслуги перед Отечеством» II степени (1999)[4];
- Заслуженный строитель Российской Федерации (1999)[5];
- Почётная грамота Правительства Российской Федерации (2010)[6];
- Почётный гражданин Калужской области (2009)[7];
- Медаль Калужской области «За особые заслуги перед Калужской областью» (2013)[8];
- Юбилейная медаль Калужской области «В память 70-летия Победы в Великой Отечественной войне» (2015)[9];
- Почётная грамота Законодательного Собрания Калужской области (2009)[10];
- Почётный знак Законодательного Собрания Калужской области «За вклад в развитие местного самоуправления» (2014)[11];